# Christoph Fürer von Haimendorf
Christoph Fürer von Haimendorf (Norimberga, 11 giugno 1663 – Norimberga, 3 maggio 1732) è stato un politico, poeta, traduttore e patrizio tedesco della dinastia degli Fürer von Haimendorf.
Fu Reichsschultheiß (sindaco) di Norimberga dal 1718 al 1725.

## Biografia

### I primi anni
Christopher Fürer von Haimendorf nacque ad Norimberga l'11 giugno 1663 in una delle famiglie patrizie più ricche di Norimberga, Christoph Fürer von Haimendorf venne alla luce nel quartiere di Haimendorf. Studiò inizialmente presso l'Università di Altdorf sotto la guida di Magnus Daniel Omeis. Tra il 1682 e il 1690 viaggiò in Francia, Inghilterra ed Italia. Rientrato a Norimberga, venne nominato membro del consiglio interno della città e in seguito ricevette anche una cattedra come insegnante presso l' Altdorfina. Si sposò nel frattempo con la patrizia Susanna Maria Behaim dalla quale ebbe tre figli; alla morte della prima moglie, si risposò con Maria Barbara Pömer.

### L'attività letteraria
Nel 1680 Christoph Fürer von Haimendorf venne accettato nell'accademia dell'"Ordine dei Fiori" presieduto da Sigmund von Birken, come poeta e scrittore. Nel 1682 pubblicò la sua prima raccolta di poesie a Norimberga ed ottenne un notevole riconoscimento da parte dei suoi contemporanei. Nel 1702 seguirono Christian Vesta e la flora terrena e Pomona nel 1726. Tradusse in tedesco con lo pseudonimo di Lillidor le opere di Torquato Tasso e Pierre Corneille.
Christoph Fürer fu a capo della medesima accademia letteraria tra il 1709 ed il 1732, promuovendo largamente il passaggio tra la poesia bucolica ormai in decadenza ed i temi dell'illuminismo che già iniziavano a farsi strada precocemente nella società tedesca. Fu lui a proporre anche di riformare l'accademia sul modello delle accademie delle scienze inglesi, ma questi piani vennero rifiutati dagli altri membri. Christoph Fürer ebbe comunque il merito di aumentare la visibilità della società e di favorirne i contatti con l'estero.

### Sindaco a Norimberga
Dal 1718 al 1725, Christoph Fürer venne prescelto quale Reichsschultheiß (sindaco) di Norimberga.
Già quando era consigliere, nel 1711, era stato rapito dal margravio di Ansbach, Guglielmo Federico, presso Gunzenhausen, nel tentativo di quest'ultimo di costringere l'ostile Norimberga a liberare i prigionieri brandeburghesi che aveva fatto nelle precedenti guerre. La sua prigionia durò in tutto 72 giorni per intervento dell'imperatore Carlo VI del Sacro Romano Impero.
Nel 1732, Christoph Fürer von Haimendorf morì all'età di 69 anni a Norimberga.